# Gyuricza Klára
Gyuricza Klára (Szekszárd, 1941. augusztus 17. –) író, dramaturg.

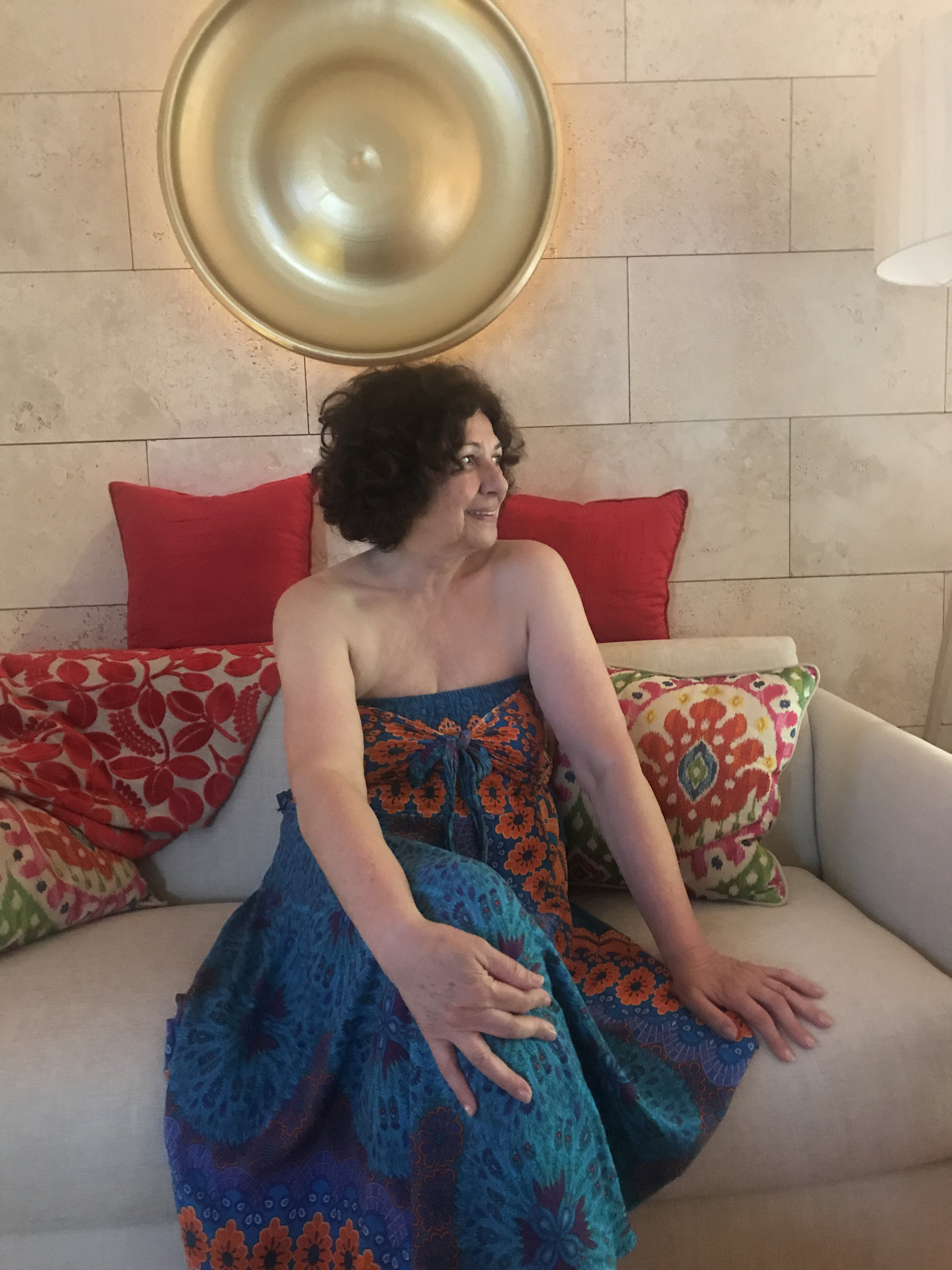

Tanulmányok: Eötvös Loránd Tudományegyetem, Bölcsészettudományi Kar.
1979 és 1992 között a Fővárosi Operettszínház dramaturgja, rendezőasszisztense.
Lánya Németh Borbála színművész.

## Darabjai
- Francia polonéz (Wolf Péterrel és Fülöp Kálmánnal)
- A Rézhegyek Királynője (mesedarab)
- Hol a színpad? (Maros Gábor önálló estje)
- Rivalda nélkül (Medgyesi Mária önálló estje)
- Dallamok hídján (szerkesztő)

## Átdolgozások
- Két lány az utcán
- Harapós férj

## Regények
- Filléresvonat (magánkiadás, 2015)